# Gyostega violaca
Gyostega violaca är en fjärilsart som beskrevs av W. Warren 1906. Gyostega violaca ingår i släktet Gyostega och familjen mätare. Inga underarter finns listade i Catalogue of Life.